# Algarolutra majori
Algarolutra majori — викопний вид хижих ссавців родини мустелових (Mustelidae), підродини Видрові (Lutrinae), єдиний представник роду Algarolutra. Мешкав у пізньому плейстоцені (близько 20 000 років тому). Його викопні рештки відомі з Сардинії і Корсики.

## Таксономія
Algarolutra majori відомий лише за зубами, схожими на зуби сучасної видри. Початково скам'янілості були віднесені до Cyrnaonyx antiqua, плейстоценової видри з континентальної Європи, однак коли була знайдена скам'янілість з верхніми і нижніми зубними рядами, дослідники помітили різницю в морфології зубів континентальної та острівної видри. Дослідники запропонували виділити видру в окремий монотиповий рід Algarolutra.